# ビルホ・ツーロス
ビルホ・ツーロス (Vilho Immanuel ("Ville") Tuulos、1895年3月26日 - 1967年9月2日)は、フィンランドの男子陸上競技選手。三段跳、走幅跳の選手として1920年アントワープオリンピックから3大会連続出場。タンペレ出身。
アントワープオリンピックの三段跳では予選で記録した14m50の記録が決勝でも採用され金メダルを獲得。ツーロスは1924年パリオリンピック、1928年アムステルダムオリンピックの三段跳でも銅メダルを獲得し、3大会連続表彰台に上がった。走幅跳ではパリオリンピックの4位が最高だった。